# Klaha
Klaha er en japansk musiker. Han startede sin musikkarriere i bandet Pride of Mind, hvor han gik under sit rigtige navn Masaki Haruna. Da han skiftede til Malice Mizer blev Klaha hans nye kunstnernavn, som han også beholdt i sin videre karriere. På det tidspunkt hvor musikvideoen Shiroi blev optaget, var Klaha endnu ikke offentliggjort som ny forsanger af Malice Mizer, og man ser ham derfor ikke direkte i videoen, selvom det tydeligvis er ham der er vokalen. I stedet optræder han som en skjult figur, og man ser hans hænder og skygge flere gange.
Efter bruddet med Malice Mizer startede Klaha en pop-karriere, og han nåede at udgive én CD og et mini-album, før han forsvandt fra musikscenen. Der går rygter om at han i dag er meget syg, måske endda død, og at dette er forklaringen på en lovet CD-udgivelse i 2006, som aldrig blev til noget.
I julen 2006 blev hans officielle side opdateret, hvori han ønsker alle fans glædelig jul og godt nytår.